# مركز البيانات العالمي
نظام مركز البيانات العالمي هو نظام لجمع وتوزيع البيانات الصادرة عن برامج الرصد خلال سنة الجيوفيزياء الدولية بين عامي 1957 - 1958. أنشأ النظام أصلا في أوروبا، الاتحاد السوفيتي، اليابان، والولايات المتحدة، منذ ذلك الحين توسع النظام ليضم دولا أخرى، ويقع ضمن تخصصه مجالات علمية أخرى. يضم النظام الآن 52 مركزا للبيانات في 12 بلدا.
يمول النظام ويصان بواسطة الدول المضيفة نيابة عن المجتمع العلمي العالمي. وكل البيانات التي سجلها النظام متاحة بتكلفة النسخ وإرسال المعلومات المطلوبة.

## وصلات خارجية
- قائمة بمراكز بيانات النظام